# The Yokohama Concert
The Yokohama Concert è un doppio album discografico dal vivo a nome J. J. Johnson e Nat Adderley, pubblicato dalla Pablo Live Records nel 1978.

## Tracce
Lato A
1. Horace – 6:57 (J.J. Johnson)
2. Cyclops – 6:18 (Nat Adderley)
3. Why Not – 8:34 (Nat Adderley)

Durata totale: 21:49
Lato B
1. Splashes – 7:18 (J.J. Johnson)
2. It Happens – 10:02 (Tony Dumas)
3. Work Song – 6:00 (Nat Adderley)

Durata totale: 23:20
Lato C
1. Walkin' – 9:44 (Richard Carpenter)
2. Jevin' – 5:16 (J.J. Johnson)
3. Lament – 3:21 (J.J. Johnson)

Durata totale: 18:21
Lato D
1. Hummin' – 8:27 (Nat Adderley)
2. Melodee – 8:51 (J.J. Johnson)

Durata totale: 17:18

## Musicisti
- J. J. Johnson - trombone
- Nat Adderley - tromba
- Billy Childs - tastiere
- Tony Dumas - basso
- Kevin Johnson - batteria